# 行列輸入法
行列輸入法是一套免費授權、具有開放理念的字根式中文輸入法，發明人是倚天資訊共同創辦人廖明德。他在發明行列輸入法之後成立行列科技，以研究、開發、推廣行列輸入法。
行列輸入法除了可以輸入繁體中文和簡體中文之外，亦可輸入Unicode當中的中日韓統一表意文字。內建於Windows Vista的最新版當中，已支援至Unicode 3.1（即擴展A區、擴展B區），使可輸入文字自兩萬多字提升到七萬字左右。在香草輸入法 0.8版的行列模組中已更新到這份輸入法表格，因此已經是支援Unicode 3.1的對照表。在2012年，行列科技釋出支援到Uniocde 6.0（Unicode Extension C&D字集部份）的編碼。之後在2016年釋出支援 Unicode 中日韓統一表意文字 (CJK Unified Ideographs) 延伸E區 (Ext-E) 的編碼。在2023年則釋出將中日韓統一表意文字延伸 G 區 (Ext-G) 編入的v2023-1.0版本。
行列輸入法的最快記錄是1997年由洪秀權在中文輸入競賽中所創下的每分鐘215.5字。

## 版本
早期的行列輸入法要使用更上排的數字鍵，共40個碼，稱為「行列40」（行列輸入法40鍵版）。因為使用了數字鍵，輸入數字不方便，所以現在的行列版本只用3列，稱為「行列30」。本條目所介紹的內容，都以「行列30」爲準。「行列40」概念上與「行列30」相同，拆字原理也大體一樣，但基本筆形中數字與筆形的對應，以及字碼與四行鍵盤的鍵位之對應，皆異於「行列30」。

## 鍵盤輸入
字根與鍵盤的對應，並非以聯想或口訣方式排列，而是採取「首筆定行、尾筆定列」。鍵盤上自左到右有1234567890十個直行，首筆的數字即代表在字根所在的按鍵在哪一行；橫列則有Q（上）、A（中）Z（下）三列，尾筆數字若是0到4在上列、5或無尾筆在中列、6到9在下列。如同二維座標一樣，行、列都找出來，就知道定位字根按鍵的位置。

### 字碼
行列輸入法的字碼與三行鍵盤的鍵位相對應。
| 按鍵 | Q  | W  | E  | R  | T  | Y  | U  | I  | O  | P  |
| 字碼 | 1⌃ | 2⌃ | 3⌃ | 4⌃ | 5⌃ | 6⌃ | 7⌃ | 8⌃ | 9⌃ | 0⌃ |
| 按鍵 | A  | S  | D  | F  | G  | H  | J  | K  | L  | ;  |
| 字碼 | 1- | 2- | 3- | 4- | 5- | 6- | 7- | 8- | 9- | 0- |
| 按鍵 | Z  | X  | C  | V  | B  | N  | M  | ,  | .  | /  |
| 字碼 | 1⌄ | 2⌄ | 3⌄ | 4⌄ | 5⌄ | 6⌄ | 7⌄ | 8⌄ | 9⌄ | 0⌄ |

但有些平台無法顯示雙字元，因此顯示為對應的全形字元。
| 按鍵 | Q  | W  | E  | R  | T  | Y  | U  | I  | O  | P  |
| 字碼 | Ｑ | Ｗ | Ｅ | Ｒ | Ｔ | Ｙ | Ｕ | Ｉ | Ｏ | Ｐ |
| 按鍵 | A  | S  | D  | F  | G  | H  | J  | K  | L  | ;  |
| 字碼 | Ａ | Ｓ | Ｄ | Ｆ | Ｇ | Ｈ | Ｊ | Ｋ | Ｌ | ； |
| 按鍵 | Z  | X  | C  | V  | B  | N  | M  | ,  | .  | /  |
| 字碼 | Ｚ | Ｘ | Ｃ | Ｖ | Ｂ | Ｎ | Ｍ | ， | ‧  | ／ |

## 字根碼的表示方法
行列輸入法字根碼的表示方法，可以分為「字根表示法」和「行列碼表示法」兩種類型：
- 字根表示法：單純以基本字根和衍生字根來表示，也可以對應的英文字母來表示，用於教學上的解說，如：兒（臼儿）／（OS）、至（一厶土）／（AXR）。
- 行列碼表示法：以行列座標和鍵位[3]來表示，是行列輸入法使用者對於字根碼的主要表示方法，有三種形式，如：兒（91 2-）／（9⌃ 2-）／（9↑2-）、至（1- 26 41）／（1- 2⌄ 4⌃）／（1- 2↓4↑）；其中（9⌃ 2-）和（9↑2-）讀作9上2中，（1- 2⌄ 4⌃）和（1- 2↓4↑）讀作1中2下4上。

「行列碼表示法」看起來似乎很抽象，其實都是由基本字根、對應座標和鍵位變化而來，相當容易了解。

## 取碼原則

### 基本取碼
行列的取碼原則是將漢字歸納成十個基本筆形，各自對應到十個阿拉伯數字的外形；每個字根取首筆、尾筆兩個數字組成，將漢字依照筆順拆成數個部份，最多取四個字根即完成一個字。例如「暫」分成「車14」、「斤93」和「日01」。
| 數字 | 1  | 2    | 3  | 4    | 5    | 6  | 7  | 8    | 9  | 0    |
| 筆形 | 一 | └    | 丨 | 十   | ┐    | 丶 | ㄇ | 八＼ | 丿 | 口   |
| 分類 | 橫 | 逆彎 | 直 | 正交 | 順彎 | 點 | 蓋 | 八捺 | 撇 | 方框 |

#### 取碼三原則
1. 取前面三個字根和最後的字根
  - 依照書寫順序，取字的前三個字根及最後一個字根，最多只取四個字根；不超過四個字根的話，則全部取。
2. 取最完整的字根
  - 在不違反筆順的情況下，一個字如果有多種取法，以按鍵數最少的為正確；也就是要用字根表裡筆劃最多最完整的字根來組字。
3. 九個跨越筆順字根[5]
  - 中文字有幾個部首，若依照書寫順序，有些相關筆劃本來是最後才寫的。取碼時為保持這些部首的完整結構，不加以分割，必須先取整個字根。

### 進階取碼

#### 簡碼
為了增加輸入速度，常用字和常用標點符號按照固定順序編排簡碼，輸入時會顯示在螢幕，可預視預選。例如的行列碼為「1⌄9-0⌃7⌄」，也可以輸入「1⌄」加上數字鍵8；的行列碼為「6⌃2-7⌃4⌃」，也可以輸入「6⌃2-」加上數字鍵7。編配的數字通常為下一個字根所對應的數字。

#### 特別碼
一些使用頻率較高，但有重碼或字根較多的字有編配特別碼，能夠加快打字速度。例如的行列碼為「8-0⌃4-0-」（字根較多），也可以輸入特別碼「0-0-」；的行列碼為「6⌄9⌃4⌃」（與「產」重碼），也可以輸入特別碼「6⌄6⌄」。特別碼的兩顆鍵大致上都必須特別記憶。

### 其他

#### 符號選單
按2⌃（W）再按數字鍵可以進到符號選單。
| 數字鍵 | 選單     |
| ------ | -------- |
| 1      | 標點符號 |
| 2      | 括號符號 |
| 3      | 一般符號 |
| 4      | 數學符號 |
| 5      | 方向符號 |
| 6      | 單位符號 |
| 7      | 圖表符號 |
| 8      | 順序符號 |
| 9      | 希臘符號 |
| 0      | 注音符號 |

#### 罕用字
在繁體中文中不常用的字，在行列輸入法中很有可能被歸為罕用字。輸入字碼後，再接8⌃（I）。例如的行列碼為「6⌃1-3-」，則需要輸入「6⌃1-3-8⌃」；的行列碼為「1⌃1⌃1⌃1⌃」，則需要輸入「1⌃1⌃1⌃1⌃8⌃」。

#### 不常用字根
一些不常用的字根要重覆輸入字根四次，例如的行列碼為「5⌄5⌄5⌄5⌄」；「乂」的行列碼為「9⌄9⌄9⌄9⌄」。

#### 詞彙輸入
行列輸入法有定義詞彙輸入的方法，輸入完一個詞的普通編碼後，再接著按詞彙鍵 ' 即表示要詞彙輸入。最開始的實作為行列科技所販賣的「行列詞彙輸入法」軟體，在2021年行列輸入法作者廖明德先生公開內建的詞庫檔並且無償授權提供於第三方開發行列輸入法軟體時採用。
目前來說，不同的行列輸入法實作支援詞彙輸入的情況不一，有可能不支援詞彙輸入，或者是雖然支援但是採用使用者自建詞庫的方式，或者是採用輸入法框架提供的功能而沒有遵循行列輸入法定義的方式。

## 適用系統
以下的作業系統或中文系統上內建行列輸入法。
- Microsoft Windows
  - Windows 3.1（與倚天格式相同）
  - Windows 95/98/ME
  - Windows NT 3.5X/4.X（未內建，可在官網下載）
  - Windows 2000/XP/Vista
  - Windows 7/Windows Server 2008
  - Windows 8（內建的行列輸入法6.0為Table Text Service（TTS）架構，無法在Windows市集應用程式（UWP）中使用。官網及PTT上可找到支援Windows市集應用程式，由使用者以Text Services Framework（TSF）架構開發的新行列30輸入法（Array30IME）。該輸入法同時支援Windows 7、Windows 8.1和Windows 10。另外一個選擇是使用 DIME （页面存档备份，存于），該輸入法支援在UWP介面下使用。）
  - Pocket PC 1.0/2002/2003/SE、Windows Mobile—怪獸中文系統 （页面存档备份，存于）
- ETen 倚天中文系統
  - ET3/ET2000
- GNU/Linux、FreeBSD
  - gcin
  - Hime
  - b5c
  - xcin
  - SCIM
  - IBus
  - OpenVanilla
- Mac OS
  - Mac OS 7.1~9.2.2拉拉山中文系統
  - Mac OS X OpenVanilla
- OS/2 4.0
- Chrome OS
  - JsCIN
- Palm OS
  - 掌龍中文 （页面存档备份，存于）
  - CJK OS
- TwinBridge雙橋中文系統
- Android
  - gcin Android
  - LIME HD中文輸入法
  - 行列注音輸入法
- iOS
  - iAccess：需要越獄（Jailbreak）
  - OkidoKey Lite：目前軟體鍵盤支援行列鍵盤，並且已支援行列輸入法的一、二級簡碼功能
  - 字流鍵盤